# Hannah (TV-program)
Hannah var ett program i TV 3 som sändes 2 september 2002 – 31 mars 2003. Det var en talkshow och ett försök att göra en svensk variant av Ricki Lake Show. Programledare var Hannah Widell, då Rosander.

## Programupplägg
Programupplägget gick ut på att vanliga människor gästade programmet där de fick berätta om sina liv och problem. Varje avsnitt hade olika diskussionsämnen som till exempel "Jag älskar Satan" eller "Jag är trött på vår vänskap – i dag gör jag slut".
Den första säsongen hade premiär 2 september med halvtimmeslånga avsnitt som sändes fyra gånger i veckan måndag till torsdag. Programmets andra säsong hade premiär 27 januari och till skillnad från första säsongen var avsnitten istället 60 minuter långa och sändes en gång i veckan.
En del av gästerna rekryterades med hjälp av skådespelarförmedlingar. Enligt producenterna var anledningen att de ville ha gäster som var vana vid kameror och att personerna skulle berätta sina livshistorier, inte spela karaktärer.

## Uppmärksammade avsnitt
Ett uppmärksammat inslag var programmet som sändes 17 mars 2003 där företrädare för Nationaldemokraterna och Legion Wasa diskuterade svensk nationalsocialism med bland annat Thabo Motsieloa, Alexandra Pascalidou och Meral Tasbas.
I ett avsnitt från den första säsongen med temat "Du är pinsam som är med i en dokusåpa" där Baren-deltagarna Meral Tasbas och Anna Dabrowski medverkade hamnade de två i ett hetsigt argument som slutade med att Tasbas örfilade Dabrowski. Detta ledde till att Dabrowski polisanmälde Tasbas för misshandel.